# Фокси Браун (фильм)
«Фокси Браун» (англ. Foxy Brown) — американский криминальный блэксплотейшн-фильм Джека Хилла 1974 года.

## Сюжет
Фокси Браун встречалась с человеком по имени Далтон Форд, который работал федеральным агентом. В какой-то момент ему удалось вскрыть крупную сеть наркоторговцев. Посадить же их в тюрьму у него не получилось, так как их оправдали подкупленные присяжные. Для того, чтобы наркомафия не отомстила агенту, правительство изменило его внешность и выдало документы на новое имя. Тем не менее, брат Фокси распознал Далтона и сдал его наркомафии. Он был должен наркоторговцам большую сумму денег и рассчитывал таким образом искупить свой долг. Головорезы находят Далтона и убивают.
Фокси Браун принимает решение мстить. Она узнаёт от брата, что наркомафией руководит пара в лице Стива Элайса и Мисс Кэтрин. Помимо наркотиков они занимаются ещё и проституцией. Мисс Кэтрин руководит элитным борделем, который замаскирован под модельное агентство. Фокси выдаёт себя за проститутку и устраивается в «агентство». Ей дают задание ублажать судью, поскольку на следующий день должен состояться суд над двумя дилерами и по нему нужен оправдательный приговор. Фокси специально проваливает это задание и дилерам дают большие сроки.
Тем временем бандиты узнают, что Фокси девушка убитого ими федерального агента Далтона Форда. Брата Фокси бандиты убивают, а её саму отвозят на ферму с целью сделать из неё секс-рабыню. Фокси накачивают наркотиками, а один из реднеков насилует её. Тем не менее, Фокси удаётся сбежать и сжечь ферму. Она обращается за помощью к «Чёрным пантерам». В тот момент, когда наркомафия проводит очередную сделку по покупке наркотиков, появляются «Пантеры», которые разрушают их планы. Самому Стиву Элайсу отрезают гениталии. Фокси относит их в банке Мисс Кэтрин, а также стреляет той в руку. Фокси объясняет, что не собирается её убивать, а только хочет, чтобы она страдала.

## В ролях
- Пэм Гриер — Фокси Браун
- Антонио Фаргас — Линкольн «Линк» Браун
- Питер Браун — Стив Элайс
- Кэтрин Лодер — «Мисс» Кэтрин Уолл
- Терри Картер — Далтон Форд / Майкл Андерсон
- Гарри Холкомб — судья Фентон
- Сид Хэйг — Хэйс
- Хуанита Браун — Клаудия
- Боб Майнор — Оскар
- Тони Джорджо — Эдди
- Фред Лернер — Баньян
- Хард Болд Хэггерти — Брэнди
- Бойд Морган — Слайсон

## Производство
Первоначально планировалось, что Джек Хилл будет снимать продолжение своего прошлого фильма «Коффи». Рабочим названием нового фильма было «Burn, Coffy, Burn!». Однако в последний момент в American International Pictures решили не делать вторую часть. Фильм переименовали в «Фокси Браун». По этой причине в фильме не сообщается, чем занимается Фокси. Коффи была медсестрой, поэтому Фокси уже не могла работать в больнице. Переписать же сценарий создатели не успели, поэтому в фильме вообще не упоминается место работы Фокси.
Поскольку после «Коффи» Пэм Гриер стала звездой, в этот раз у создателей была идея представить актрису ещё более стильной, чем она была в предыдущем фильме. 14 костюмов были созданы калифорнийским кутюрье Рути Уэстом. Сам режиссёр Джек Хилл был против такой затеи. По его мнению, эти наряды были слишком модными и специфическими. Через несколько лет, когда изменится мода, фильм будет выглядеть устаревшим. Позже уже много лет спустя Хилл изменил своё мнение, признав, что причёски и мода 70-х добавляют персонажам очарования.

## Критика
На сайте Rotten Tomatoes рейтинг «свежести» фильма 60 % на основе 20 отзывов. В целом фильм был принят сдержанно. В The New York Times отметили, что фильм быстро наскучивает, даже несмотря на секс, драки и кровь. В Variety написали, что фильм представляет собой какую-то мешанину даже по меркам жанра блэксплотейшн. При этом издание похвалило игру Пэм Гриер и отметило, что было бы интересно посмотреть на неё в какой-нибудь другой роли. Джин Сискел из Chicago Tribune поставил фильму одну звезду из четырёх. По его мнению это очередная эксплуатация тела Гриер, как это уже много раз было до этого в фильмах о женской тюрьме с её участием.
Фильм подвергся критике за спорные стереотипы, связанные с насилием и злоупотреблением наркотиками среди чернокожих. Фокси Браун, мстительная чёрная женщина, противоречила тому образу, который афроамериканцы создавали насчёт себя в обществе, добившись в то время прогресса в политической, социальной и культурной областях. С другой стороны Пэм Гриер понравилась феминисткам. Её персонажи были не только красивые, но и бесстрашные, способные отомстить мужчинам, если те бросали ей вызов.
Журнал Complex поставил «Фокси Браун» на 3 место в своём «Топ-50 фильмов в жанре блэксплотейшн».